# Skola 24
Skola 24 är ett internetbaserat informationssystem för grundskola och gymnasium. Systemet är till för att informera föräldrar om frånvaro, uppförande och omdöme om det egna barnet. Dessutom kan man sjukanmäla sitt barn via Skola 24. Varje förälder har ett eget konto och man kan när som helst logga in i systemet.